# 马蒂亚斯洛巴图
马蒂亚斯洛巴图是巴西米纳斯吉拉斯州的一个市镇。总面积170.882平方公里，总人口3457人，人口密度20.2人/平方公里。